# Guelphs và Ghibellines
Guelphs và Ghibellines (/ˈɡwɛlfs ... ˈɡɪbɪlaɪnz/, còn US: /-liːnz, -lɪnz/; tiếng Ý: guelfi e ghibellini [ˈɡwɛlfi e ɡɡibelˈliːni; -fj e]) là các phe phái ủng hộ Giáo hoàng và Hoàng đế La Mã thần thánh tại các thành bang của miền trung và miền bắc nước Ý. Trong thế kỷ 12 và 13, sự cạnh tranh giữa hai phe phái này đã hình thành một khía cạnh đặc biệt quan trọng của chính trị nội bộ của nước Ý thời trung cổ. Cuộc đấu tranh giành quyền lực giữa Giáo hoàng và Đế chế La Mã thần thánh đã nảy sinh với Cuộc tranh cãi Bổ nhiệm giáo sĩ, bắt đầu từ năm 1075, và kết thúc với Cuộc chiến sâu bọ vào năm 1122. Sự phân chia giữa Guelphs và Ghibellines ở Ý, được Great Interregnum thúc đẩy và tồn tại cho đến thế kỷ 15.

## Lịch sử